# Ordunte
Ordunte este o arie protejată (arie specială de conservare — SAC, sit de importanță comunitară — SCI) din Spania întinsă pe o suprafață de 4.343,49 ha, integral pe uscat.

## Localizare
Centrul sitului Ordunte este situat la coordonatele 43°10′44″N 3°20′07″W / 43.1788°N 3.3353°V.

## Înființare
Situl Ordunte a fost declarat sit de importanță comunitară în decembrie 1997 pentru a proteja 3 specii de plante și 52 de specii de animale. Situl a fost protejat și ca arie specială de conservare în mai 2015.

## Biodiversitate
Situată în ecoregiunea atlantică, aria protejată conține 15 habitate naturale: Păduri de stejar galițio-portugheze cu Quercus robur și Quercus pyrenaica, Pajiști uscate seminaturale și facies de acoperire cu tufișuri pe substraturi calcaroase (Festuco-Brometalia) (* situri importante pentru orhidee), Fânețe de joasă altitudine (Alopecurus pratensis, Sanguisorba officinalis), Păduri de fag acidofile atlantice, cu subarboret de Ilex și, uneori, de asemenea, Taxus, la nivelul arbuștilor (Quercion robori-petraeae sau Ilici-Fagenion), Liziere de ierburi înalte hidrofile de câmpie și de nivel montan până la alpin, Pante stâncoase silicioase cu vegetație casmofită, Pajiști uscate europene, Păduri aluvionare cu Alnus glutinosa și Fraxinus excelsior (Alno-Padion, Alnion incanae, Salicion albae), Lande oro-mediteraneene cu formațiuni endemice de grozamă, Pajiști umede atlantice temperate cu Erica ciliaris și Erica tetralix, Turbării de acoperire (* exclusiv pentru turbării active), Mlaștini turboase de tranziție și turbării mișcătoare, Roci stâncoase cu vegetație pionieră de Sedo-Scleranthion sau Sedo albi-Veronicion dillenii, Formațiuni ierboase bogate în specii de Nardus, dezvoltate pe substraturi silicioase în zone montane (și în zone submontane, în Europa continentală), Păduri de Quercus ilex și Quercus rotundifolia.
La baza desemnării sitului se află mai multe specii protejate:
- plante (3): Narcissus asturiensis, Narcissus pseudonarcissus subsp. nobilis, Woodwardia radicans
- păsări (39): uliu porumbar (Accipiter gentilis), fluierar de munte (Actitis hypoleucos), pescăruș albastru (Alcedo atthis), fâsă-de-câmp (Anthus campestris), fâsă de pădure (Anthus trivialis), lăstunul mare (Apus apus), acvilă de munte (Aquila chrysaetos), Aquila fasciata, ciuf de câmp (Asio flammeus), buha (Bubo bubo), caprimulg (Caprimulgus europaeus), mierla de apă (Cinclus cinclus), șerpar (Circaetus gallicus), erete vânăt (Circus cyaneus), cuc (Cuculus canorus), lăstun de casă (Delichon urbicum), ciocănitoare neagră (Dryocopus martius), șoim de iarnă (Falco columbarius), șoim călător (Falco peregrinus), șoimul rândunelelor (Falco subbuteo), muscar negru (Ficedula hypoleuca), vulturul pleșuv sur (Gyps fulvus), Hippolais polyglotta, rândunică (Hirundo rustica), capîntortură (Jynx torquilla), sfrâncioc roșiatic (Lanius collurio), ciocârlie de pădure (Lullula arborea), gaia neagră (Milvus migrans), gaia roșie (Milvus milvus), muscar sur (Muscicapa striata), vultur egiptean (Neophron percnopterus), pietrar sur (Oenanthe oenanthe), viespar (Pernis apivorus), Pyrrhocorax pyrrhocorax, silvie de zăvoi (Sylvia borin), silvie de câmp (Sylvia communis), silvie de tufiș (Sylvia undata), sturzul viilor (Turdus iliacus), sturz (Turdus pilaris)
- mamifere (7): liliac cu aripi lungi (Miniopterus schreibersii), nurcă (Mustela lutreola), liliac cărămiziu (Myotis emarginatus), liliac comun (Myotis myotis), liliacul mediteranean cu potcoavă (Rhinolophus euryale), liliacul mare cu potcoavă (Rhinolophus ferrumequinum), liliacul mic cu potcoavă (Rhinolophus hipposideros)
- nevertebrate (5): Elona quimperiana, fluturele auriu (Euphydryas aurinia), Euplagia quadripunctaria, rădașcă (Lucanus cervus), Rosalia alpina
- pești (1): Parachondrostoma miegii

Pe lângă speciile protejate, pe teritoriul sitului au mai fost identificate 20 de specii de plante, 7 specii de păsări, 3 specii de amfibieni, 14 specii de mamifere, 3 specii de reptile.